# Cultura di Horgen

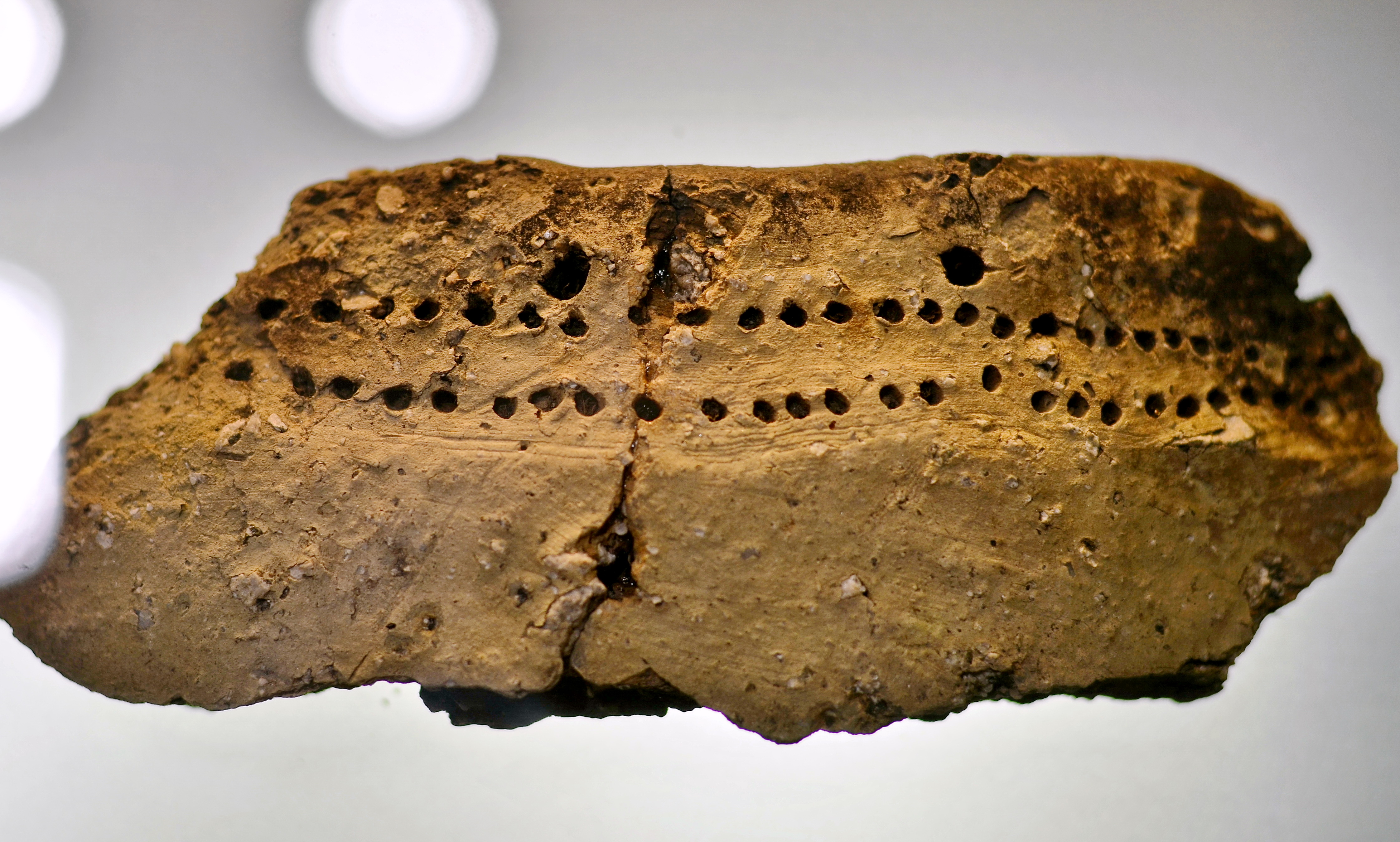
Ceramica

La cultura di Horgen è una delle numerose culture archeologiche del periodo neolitico in Svizzera. Potrebbe derivare dalla cultura di Pfyn e le prime produzioni fittili di Horgen sono simili a quella della precedente cultura di Cortaillod di Twann. Prende il nome da uno dei siti principali, quello di Horgen.
La cultura di Horgen ebbe inizio intorno al 3500/3400 a.C. e durò fino al 2850 a.C. circa. L'area di diffusione includeva l'attuale Svizzera settentrionale e la Germania sud-occidentale, vicino al Lago di Costanza, ma potrebbe aver raggiunto il fiume Reno più a nord.
La ceramica più antica presenta una certa affinità con quella di Pfyn e forse di Cortaillod. Alcune similitudini potrebbero indicare connessioni con la cultura del bicchiere imbutiforme meridionale e la cultura di Baden. Nel periodo centrale può esserci stata un'influenza della tradizione occidentale. La fase finale di Horgen presenta analogie con le culture di Burgerroth, Wartberg e Goldberg III.